# 酒井忠能
酒井 忠能（さかい ただよし）は、江戸時代前期の大名。上野伊勢崎藩（那波藩）主、後に信濃小諸藩主を経て、駿河田中藩主となる。4代将軍・徳川家綱時代に大老を務めた酒井忠清の弟に当たる。

## 生涯
寛永5年（1628年）3月17日、酒井忠行の次男として江戸屋敷に生まれる。寛永13年（1636年）に祖父の忠世と父が相次いで死去すると、兄の忠清と共に遺領を相続し、忠能は上野那波郡など3郡2万2,500石を分知されて伊勢崎藩主（那波藩主）となった。
将軍家世継の家綱付きとして三の丸奏者番を務め、家綱が将軍となると本丸奏者番となる。寛文2年（1662年）6月4日、7,500石を加増されて3万石の上で、信濃小諸藩に移封される。前藩主・青山宗俊の用水工事で田地が増加した結果、小諸領内に検地を実施し（寛文の総検地）、百姓に対して苛酷な政治を行なった。忠能は延宝6年（1678年）に年貢を増徴し、雑税として家・窓・妻・板敷・家畜にまで諸運上を課し、それらが未納の際には家財や俵、石臼、農具を没収するという百姓に対して苛酷な政治を行なったため、百姓は餓死したり乞食になったり、領地から逃散したりして遂には領内で領民による一揆が発生した（芦田騒動）。だが忠能は庄屋の訴えを聞き入れず、百姓は総決起して幕府に強訴するも、当時は忠清が絶頂の時であり幕府は首謀者を処刑し、延宝7年（1679年）9月6日、1万石加増の上で駿河田中藩へ移封させるという喧嘩両成敗を行って騒動を鎮静させた。この時の忠能の移封を小諸の民衆は喜び、「地獄極楽さかい（酒井）にて、日向（日向守忠能）出てゆくおき（隠岐守＝交代で入封した西尾忠成）は極楽」という落首が読まれた。
延宝8年（1680年）に家綱が死去すると徳川綱吉が第5代将軍に就任し、大老職を務めていた兄の忠清は解任され、翌天和元年（1681年）に死去する。同年12月10日に忠能も在国中の逼塞と勤務怠慢を理由に改易された。改易の真相は不明であるが、忠清を疎んでいたといわれる綱吉が連座として改易処分に処したとも、不審死であったともいわれる忠清の遺体を検死させなかったことを恨んでの意趣返しとも言われている。忠能の身柄は近江彦根藩主・井伊直興預かりとなるが、元禄3年（1690年）4月19日に許されて2,000俵を給され、同年8月には5,000石の旗本寄合として存続を許されている。
宝永元年（1704年）6月27日、養子の忠佳（忠能のはとこにあたる酒井忠英の次男）に家督を譲って隠居し、宝永2年（1705年）5月22日に死去、享年78。